# Saint-Caprais, Gers
Saint-Caprais là một xã của tỉnh Gers, thuộc vùng Occitanie, tây nam nước Pháp.